# Radolfzell
Radolfzell é uma cidade da Alemanha, no distrito de Constança, na região administrativa de Friburgo, estado de Baden-Württemberg.
Possui aproximadamente 30 mil habitantes.